# Хирцебрух, Фридрих
Фри́дрих Эрнст Пе́тер Хи́рцебрух (нем. Friedrich Ernst Peter Hirzebruch; 17 октября 1927, Хамм — 27 мая 2012, Бонн) — немецкий математик.

## Биографические сведения
Обучался в Мюнстерском университете, затем один год в знаменитой Высшей технической школе Цюриха, под руководством Х. Хопфа, защитил диссертацию по римановым поверхностям. В 1952—1954 работал в Принстонском Институте перспективных исследований (Institute for Advanced Study) (США). В дальнейшем работал в Боннском университете и был директором Математического института в составе Общества Макса Планка.
Основные работы в области алгебраической геометрии, где он обобщил классическую теорему Римана-Роха и особенно в области алгебраической топологии, где он внёс важный вклад в разработку созданной М. Атьёй так называемой K-теории. (Интересный факт, что не только Хирцебрух и Атья, но и Р. Ботт, также внёсший важный вклад в K-теорию, были не только топологами, но и алгебраическими геометрами). Также важное значение имеют работы Хирцебруха по характеристическим классам (вместе с А. Борелем) и по гильбертовским модулярным поверхностям (вместе со своим учеником Д. Цагиром).
Иностранный член Академии наук СССР (1988; с 1991 — Российской академии наук), Французской академии наук (1989), Лондонского королевского общества (1994).

## Награды
- Премия Вольфа (1988)
- Премия имени Н. И. Лобачевского (1989)
- Большая золотая медаль имени М. В. Ломоносова (1996)
- Орден Священного сокровища (1996)
- Медаль Котениуса (1997)
- Чернский приглашенный профессор (1998)
- Медаль Стефана Банаха (1999)
- Медаль Альберта Эйнштейна (1999)
- Медаль Гельмгольца (2002)
- Медаль Кантора (2004)

## Книги на русском языке
- Хирцебрух Ф. Топологические методы в алгебраической геометрии. — М.: Мир, 1973. — 278 с.